# Athyreus tweedianus
Athyreus tweedianus là một loài bọ cánh cứng trong họ Geotrupidae. Loài này được Westwood miêu tả khoa học năm 1848.